# Heavy Metal Maniac / Violence & Force
Heavy Metal Maniac / Violence & Force – pierwszy album kompilacyjny speed metalowego zespołu Exciter wydany w 1989 roku przez wytwórnię Caroline Records.

## Lista utworów
1. „The Holocaust” – 1:42
2. „Stand Up and Fight” – 2:46
3. „Heavy Metal Maniac” – 3:46
4. „Iron Dogs” – 5:58
5. „Under Attack” – 4:15
6. „Rising of the Dead” – 3:31
7. „Blackwitch” – 7:02
8. „Cry of the Banshee” – 3:49
9. „Oblivion” – 0:33
10. „Violence & Force” – 4:04
11. „Scream in the Night” – 4:14
12. „Pounding Metal” – 4:35
13. „Destructor” – 4:18
14. „Swords of Darkness” – 3:57
15. „Delivering to the Master” – 6:06
16. „Saxons of the Fire” – 3:27

## Twórcy
Exciter w składzie
- Dan Beehler – perkusja, śpiew
- John Ricci – gitara
- Allan Johnson – gitara basowa